# Johann Wimmer (Politiker, 1921)
Johann Wimmer (* 22. Juni 1921 in Schönbichl; † 29. September 2004 in Reischach) war ein deutscher Politiker (CSU).
Wimmer absolvierte die Volks- und Berufsschulausbildung in Reischach und war dann Mitarbeiter im elterlichen landwirtschaftlichen Betrieb. 1941 wurde er in die Wehrmacht berufen, bis er 1944 verwundet wurde.
Nach dem Krieg war Wimmer Gemeinderatsmitglied in Reischach. 1945 war er Gründungsmitglied der CSU in Reischach und Jugendvertreter in der Kreisvorstandschaft im Landkreis Altötting. 1946 übernahm er das Amt des Gemeindeschreibers. 1952 und 1957 wurde er in den Kreistag im Landkreis Altötting gewählt, im Dezember 1956 wurde er Kreisvorsitzender der CSU Altötting. Von 1958 bis 1970 war Wimmer Mitglied des Bayerischen Landtags. Er wurde stets direkt im Stimmkreis Altötting gewählt.
Wimmer wurde am 9. Juni 1969 mit dem Bayerischen Verdienstorden ausgezeichnet.